# Reiet blau
El reiet blau (Polyommatus atlantica) és una espècie de lepidòpter papilionoïdeu de la família dels licènids (Lycaenidae), subfamília Polyommatinae pròpia del nord d'Àfrica.

## Denominacions
Polyommatus atlantica Elwes el 1905.
Sinònims : Lycaena hylas var. atlantica Elwes, 1905; Plebicula atlantica.

### Subespècies
- Polyommatus atlantica atlantica a l'Alt Atles al Marroc.
- Polyommatus atlantica barraguei Dujardin, 1977 a l'Aurès a Algèria
- Polyommatus atlantica weissi (Dujardin, 1977) a l'Alt Atles al Marroc.[1]

## Descripció
És una papallona petita que presenta dimorfisme sexual. L'anvers del mascle és blau més o menys sufusat de gris vorejat de gris a les ales anteriors i d'una línia submarginal de màcules negres a les posteriors, mentre que el de la femella és marró, adornat d'una línia submarginal d'amples màcules taronja marcades d'un punt negre a les ales posteriors. Tots dos tenen les ales vorejades d'una franja blanca.
El seu revers és ocre clar marcat d'una línia blanca a les ales posteriors, adornat de punts negres envoltats de blanc i d'una línia submarginal de punts negres envoltats de blanc i sobremuntats de taronja.
És l'animal que té el nombre més gran de cromosomes, amb un cariotip que en té 440.

## Biologia

### Període de volada i hibernació
És bivoltí, vola en dues generacions de fi de maig a juliol i d'agost a setembre

### Plantes hostes
La seva planta hostes és Anthyllis vulneraria.

## Ecologia i distribució
És present a Algèria a l'Aurès i al Marroc a l'Alt Atles i l'Atles Mitjà,.

### Biòtop
Resideix als pendents pedregosos en els llocs florits

### Protecció
Cap estatut de protecció particular